# Sergei Konstantinowitsch Sarjanko

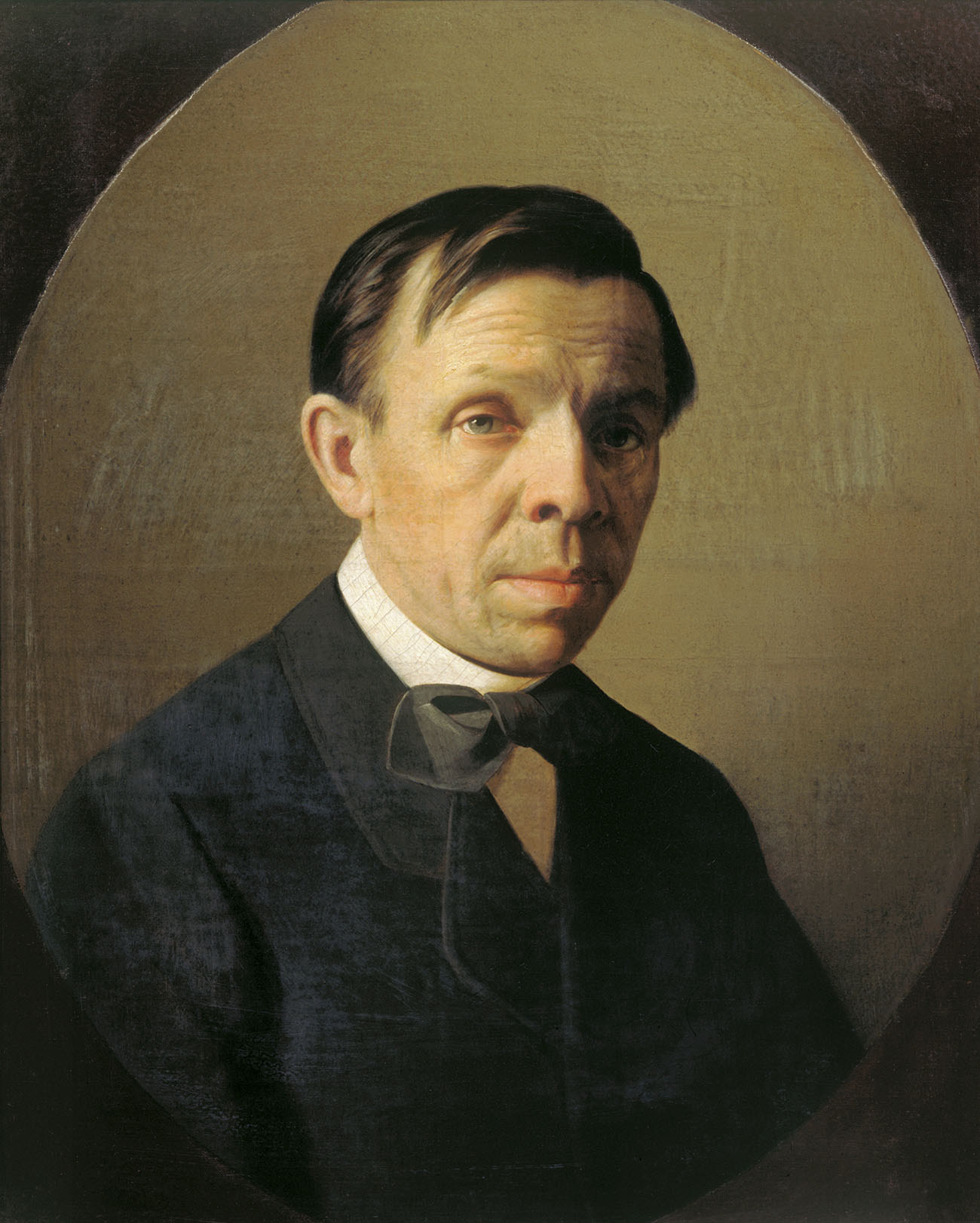
Sergei Konstantinowitsch Sarjanko (A. M. Kolessow, 1874, Tretjakow-Galerie)

Sergei Konstantinowitsch Sarjanko (russisch Сергей Константинович Зарянко; * 24. Septemberjul. / 6. Oktober 1818greg. in Ljady, Gouvernement Mogiljow; † 20. Dezember 1870jul. / 1. Januar 1871greg. in Moskau) war ein russischer Maler und Hochschullehrer.

## Leben
Sarjanko stammte aus einer belarussischen leibeigenen Bauernfamilie des Fürsten Lubomirski. Nach der Freilassung zog der Vater mit seiner Familie nach St. Petersburg und arbeitete beim Fürsten A. N. Golizin. Sergei Sarjanko besuchte das 3. St. Petersburger Gymnasium. Schon als Kind zeigte er sein künstlerisches Talent und erhielt erste Anleitungen beim Maler W. M. Awrorin.

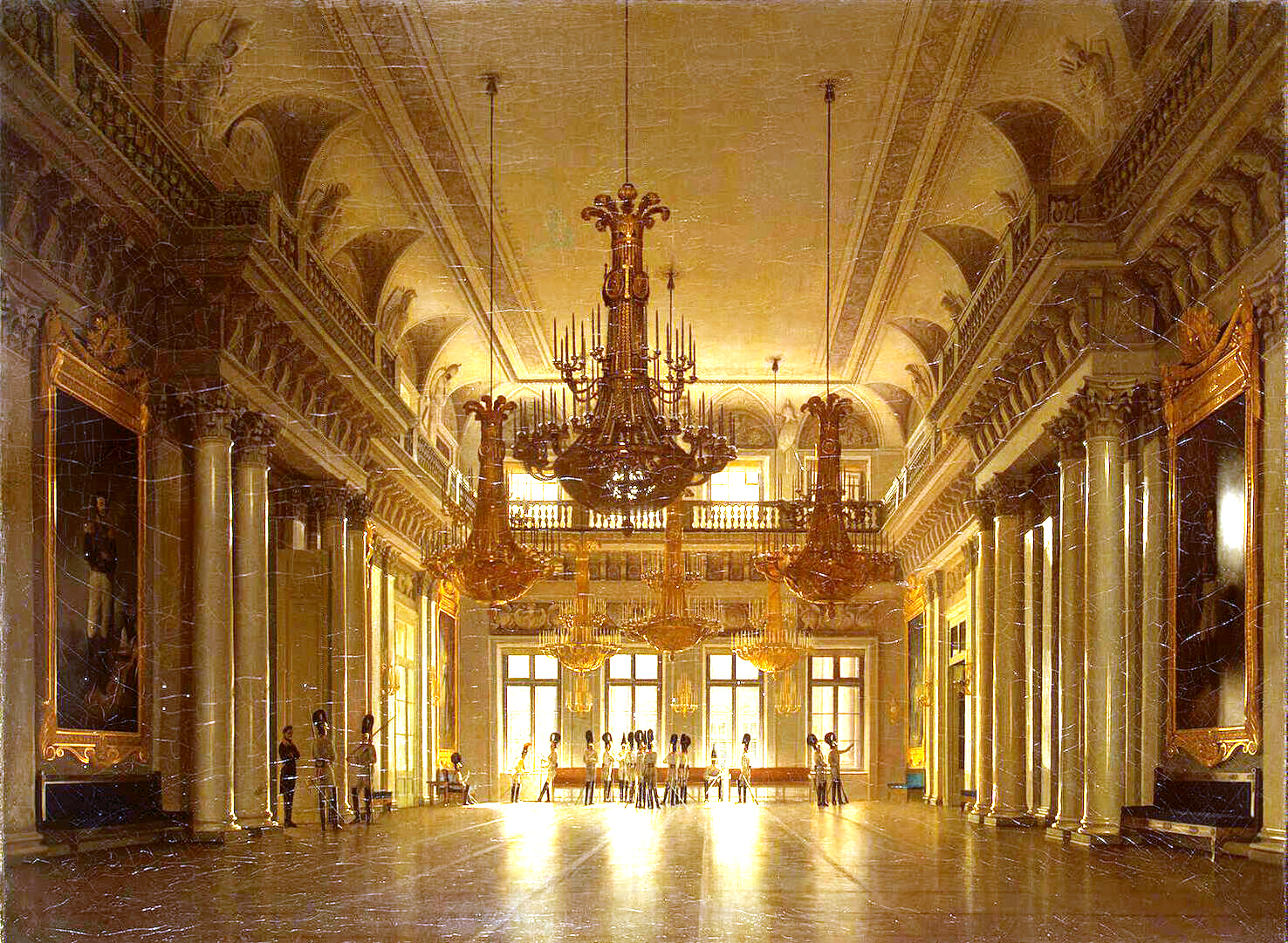
Blick in den Feldmarschallssaal im Winterpalast (S. K. Sarjanko, 1836, Eremitage (Sankt Petersburg))

Alexei Wenezianow förderte Sarjanko und verschaffte ihm ein Freistudium an der Kaiserlichen Kunstakademie in St. Petersburg. Dort studierten auch seine Brüder Wassili, Jossif und Nikolai, die aber jung starben. Sergei Sarjanko studierte in der Klasse Maxim Worobjows und malte Interieurs. Für den Blick in den Feldmarschallssaal im Winterpalast erhielt er 1836 die Kleine Silbermedaille. 1837 wechselte er zu Wenezianow. Mit seinem Blick in den Thronsaal wurde er 1838 zum (ranglosen) Künstler ernannt. Er malte weiter perspektivische Ansichten und erhielt 1841 für den Pausensaal in der Kaiserlichen Rechtshochschule die Große Silbermedaille.
1843 wurde Sarjanko für die Innenansicht der Nikolaus-Marine-Kathedrale zum Akademiemitglied ernannt. Er lebte nun in Moskau und schuf Bilder für verschiedene Kirchen. 1846 lehrte er Malerei im Moskauer Alexander-Waiseninstitut und perspektivische Kunst an der Moskauer Hofarchitekturhochschule.

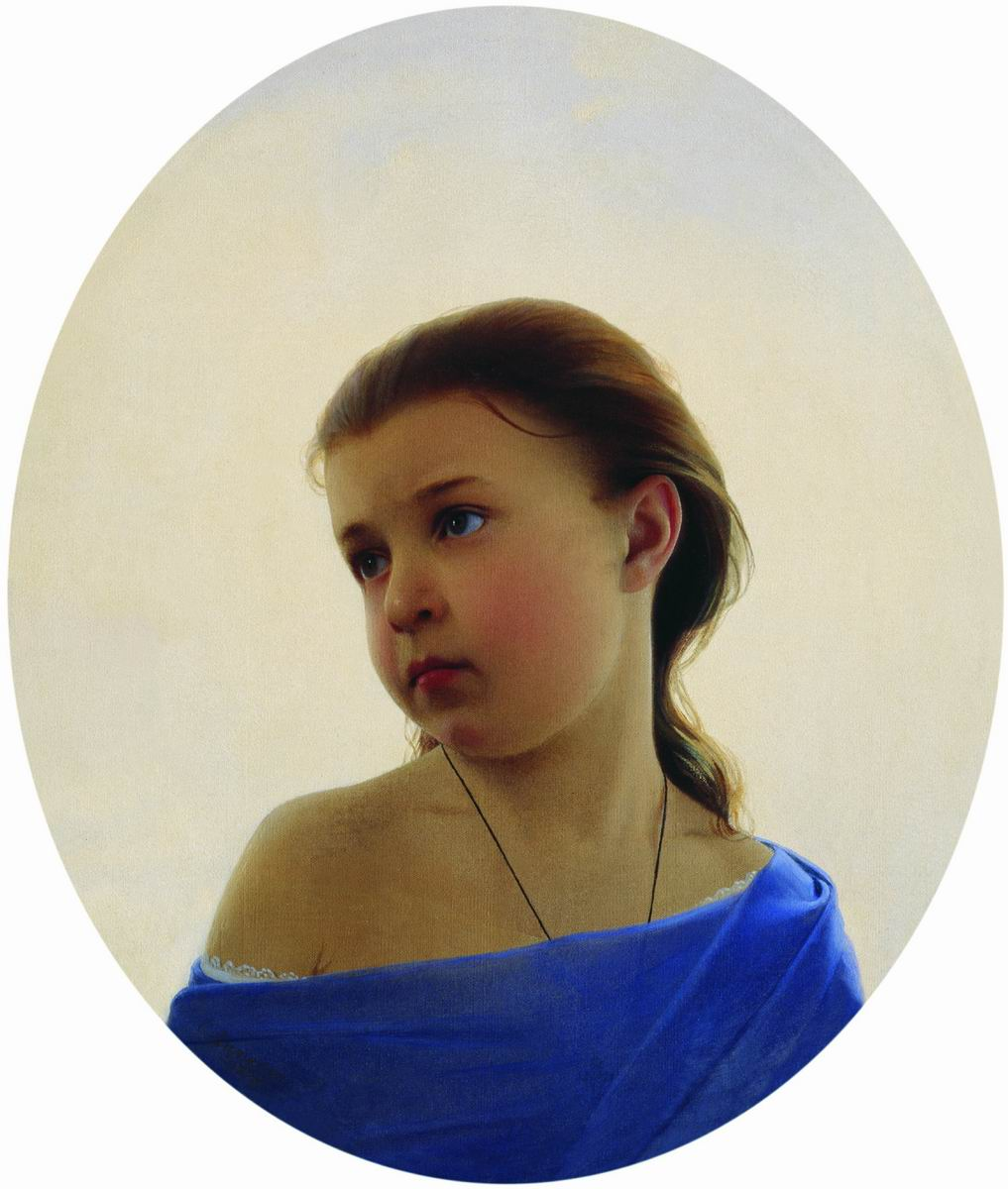
Tochter Natascha (S. K. Sarjanko, 1870)

1846 kehrte Sarjanko nach St. Petersburg zurück und lehrte an der Kadettenschule Dworjanski Polk (bis 1855). Nun begann er Porträts zu malen. Die Akademie-Ausstellung 1849 zeigte zwei seiner Porträts (des Generals P. K. Lomnowski und des Opernsängers O. A. Petrow), die ihn sehr bekannt machten. 1850 wurde Sarjanko für seine Porträts des Grafen Fjodor Tolstoi und des Rittmeisters D. W. Chwostow zum Professor ernannt. Im Laufe der Jahre malte er Hunderte von Porträts, so von hochgestellten Persönlichkeiten wie A. A. Sakrewski und P. A. Schuwalow, aber auch von seiner Tochter  Natascha.
1856 wurde Sarjanko auf Empfehlung des Staatsrats und Postdirektors F. I. Prjanischnikow an die Moskauer Hochschule für Malerei, Bildhauerei und Architektur berufen als Inspektor und Oberprofessor für Malerei. Zu seinen bedeutendsten Schülern gehörten Wassili Perow, Illarion Prjanischnikow, Wassili Pikirew, Wladimir Sherwood, Leonid Schodeiko und die Brüder Wladimir und Konstantin Makowski.
Von Ende 1865 bis zu seinem Tode lebte Sarjanko überwiegend  in St. Petersburg, um die Mitglieder der Zarenfamilie für die Romanow-Galerie im Winterpalast zu malen. Altersbedingt sah er nur noch mit einem Auge.